# Letni karnawał w Rotterdamie
Letni karnawał w Rotterdamie (niderl. Zomercarnaval Rotterdam) – wielokulturowe święto odbywające się co roku w lipcu w Rotterdamie w Holandii, zapoczątkowane w latach 80. XX wieku przez pochodzących z Antyli Holenderskich studentów i nawiązujące do tradycji kulturowych Karaibów.
W grudniu 2023 roku święto wpisane zostało na listę reprezentatywną niematerialnego dziedzictwa kulturowego UNESCO podczas odbywającej się w Kasane 18. sesji Międzyrządowego Komitetu ds. Ochrony Niematerialnego Dziedzictwa Kulturowego.

## Historia

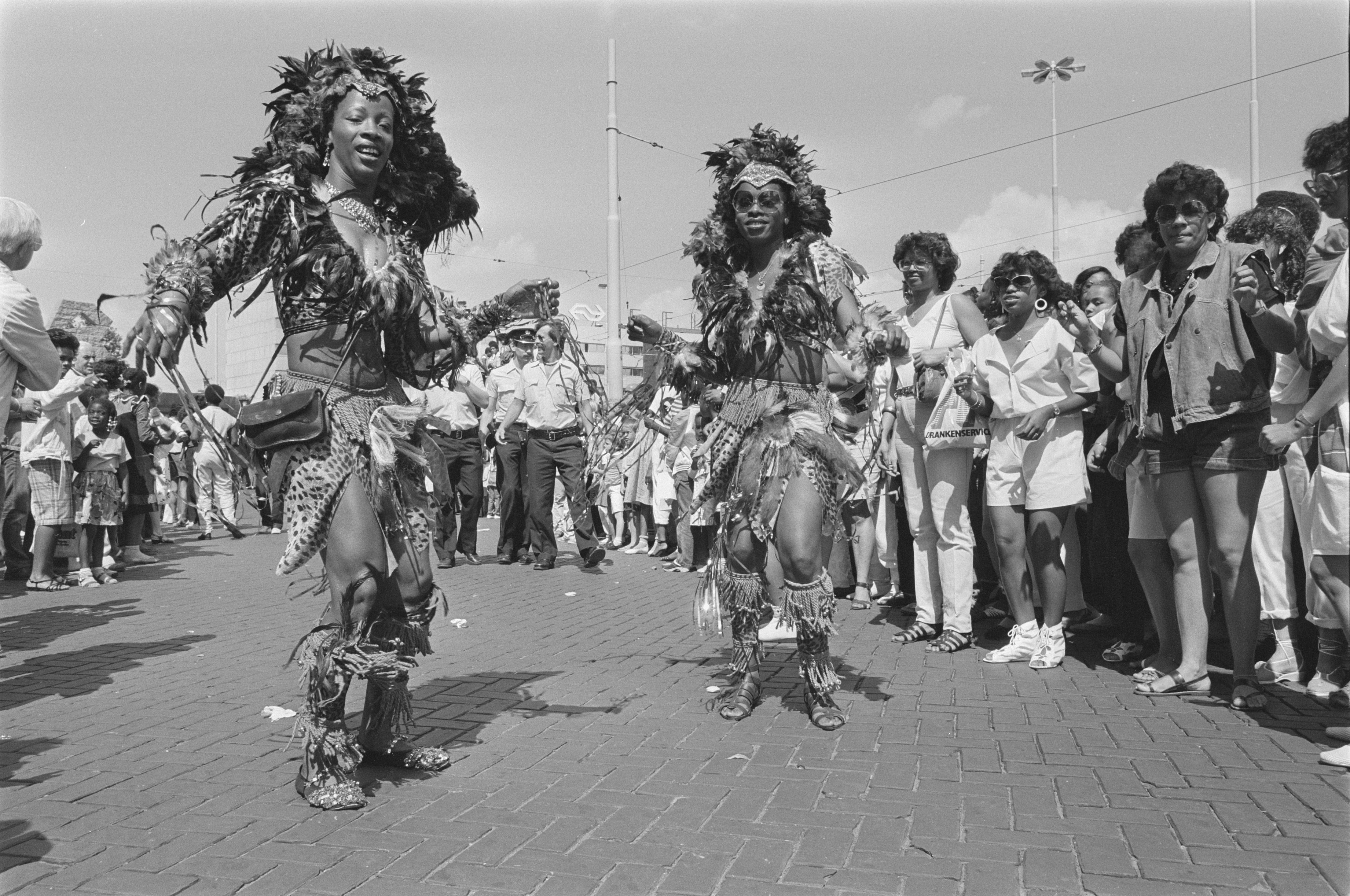
Letni karnawał w Rotterdamie (1984)

Zomercarnaval pojawił się w Holandii na początku lat 80. XX wieku za sprawą imigrantów – studentów pochodzących z Curaçao i Aruby (będących wówczas częścią Antyli Holenderskich). Zawiązali oni kilka stowarzyszeń działających w Rotterdamie, Utrechcie i Amsterdamie, które postawiły sobie za cel organizację wydarzenia jednoczącego mieszkańców karaibskiej oraz europejskiej części Królestwa Niderlandów, nawiązującego do karaibskich tradycji karnawałowych. Dla zapewnienia letniej atmosfery wydarzenie organizowane jest nie w lutym, a w lipcu.
Pierwsze dwie edycje festiwalu (pod nazwą karnawału antylskiego – Antilliaans carnaval) miały miejsce w 1982 i 1983 roku na placu Jaarbeursplein w Utrechcie, zaś od 1984 roku letni karnawał odbywa się w Rotterdamie, w prowincji Holandia Południowa. Z biegiem lat wydarzenie rozwinęło się w święto, w którym udział biorą nie tylko Holendrzy oraz społeczności pochodzące z holenderskich gmin (Bonaire, Sint Eustatius, Saba) i krajów zamorskich (Aruba, Curaçao, Sint Maarten), ale także imigranci z innych krajów Ameryki Północnej i Południowej (m.in. Surinamu, Haiti, Wenezueli, Trynidadu i Tobago czy Dominikany) oraz z Afryki (z Republiki Zielonego Przylądka i Angoli). W 2015 roku parada została odwołana ze względu na silne burze przechodzące nad krajem, zaś w latach 2020–2021 karnawał nie odbył się z powodu pandemii COVID-19.

## Charakterystyka

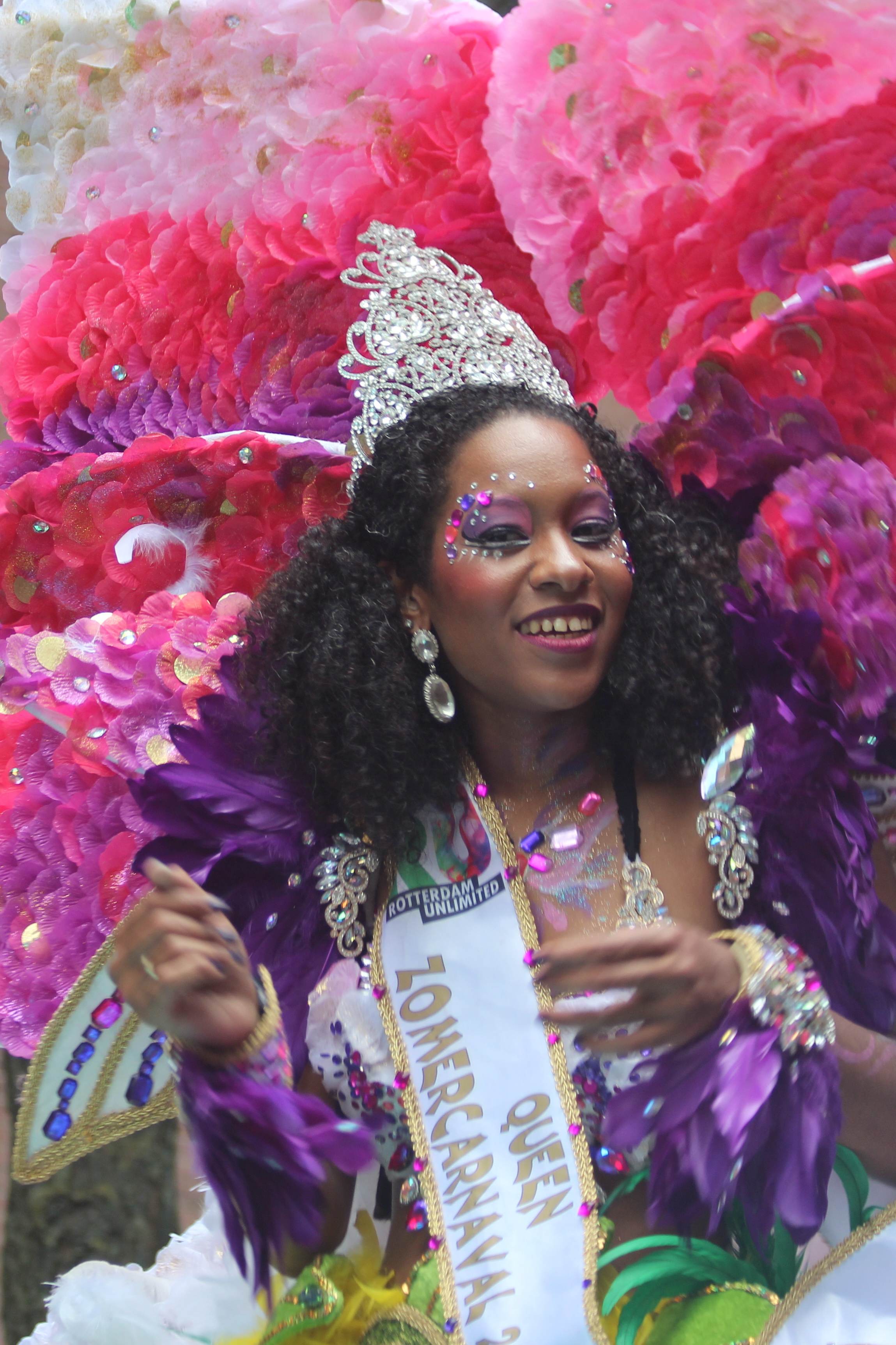
Królowa letniego karnawału (2017)

Letni karnawał w Rotterdamie składa się z kilku elementów. Na początku lipca odbywają się wybory królowej letniego karnawału (niderl. koninginnenverkiezing), która pełni funkcję ambasadorki imprezy. Od 2022 roku oprócz królowej wybierany jest również król letniego karnawału. Trzy tygodnie później, pod koniec miesiąca, ma miejsce parada będąca punktem kulminacyjnym festiwalu.
Dzień przed paradą odbywa się symboliczna „rozgrzewka”, w ramach której trzy uznane orkiestry dęte wybierane przez jury wyruszają z różnych punktów miasta, aby rozkręcić jego mieszkańców przed odbywającym się następnego dnia wydarzeniem. Po przybyciu do centrum Rotterdamu zespoły rywalizują w Bitwie Bębnów o miano najlepszej orkiestry dętej Holandii. Następnego dnia ma miejsce parada ulicami miasta, której trasa liczy od 2,5 do 5 km. Otwierają ją wybrani na początku miesiąca król i królowa, a udział biorą grupy tancerzy, muzyków i DJ-ów (idących pieszo bądź jadących na platformach) liczące łącznie nawet 2500 osób, z których każda przedstawia inny temat swojego występu. Wykonywany styl obejmuje tradycyjne karaibskie tańce i muzykę, takie jak tumba i calypso oraz bachata, samba i soca. Kolejne dziesiątki tysięcy osób stoją na trasie przemarszu, podziwiając go. W organizacji pochodu pomaga ok. 200 wolontariuszy.
Integralną częścią karnawału jest również Mercado – jarmark ze stoiskami rozrzuconymi w kilku punktach na terenie miasta, podczas którego sprzedawane są pamiątki, odzież i rękodzieło, a także można spróbować potraw z całego świata, od kuchni surinamskiej, hinduskiej, chińskiej i antylijskiej począwszy.
Transmisja tradycji odbywa się nieformalnie poprzez przygotowania do wydarzenia oraz sam udział w nim. Przygotowania opartych na określonym temacie strojów, platform, muzyki oraz dekoracji zaczynają się na kilka miesięcy przed karnawałem. Spotkania organizacyjne odbywają się w domu lidera danej grupy, zaś prace nad rekwizytami mają miejsce w przestrzeniach wspólnych, zwykle w magazynach w porcie, co pozwala na wymianę wiedzy i doświadczeń pomiędzy grupami. Dzieci od najmłodszych lat zapoznawane są z tradycją, przychodząc na paradę z rodzicami i opiekunami, natomiast w 2024 roku odbyła się pierwsza parada dziecięca (niderl. Kinderparade).
Organizatorem festiwalu jest fundacja Stichting Zomercarnaval Nederland. Letni karnawał jest inkluzywnym wielokulturowym świętem integrującym różne społeczności i narodowości zamieszkujące Holandię, promującym dialog, akceptację i wzajemny szacunek. Do podobnych wydarzeń należą m.in. londyński Notting Hill Carnival czy berliński Karneval der Kulturen.

## Galeria

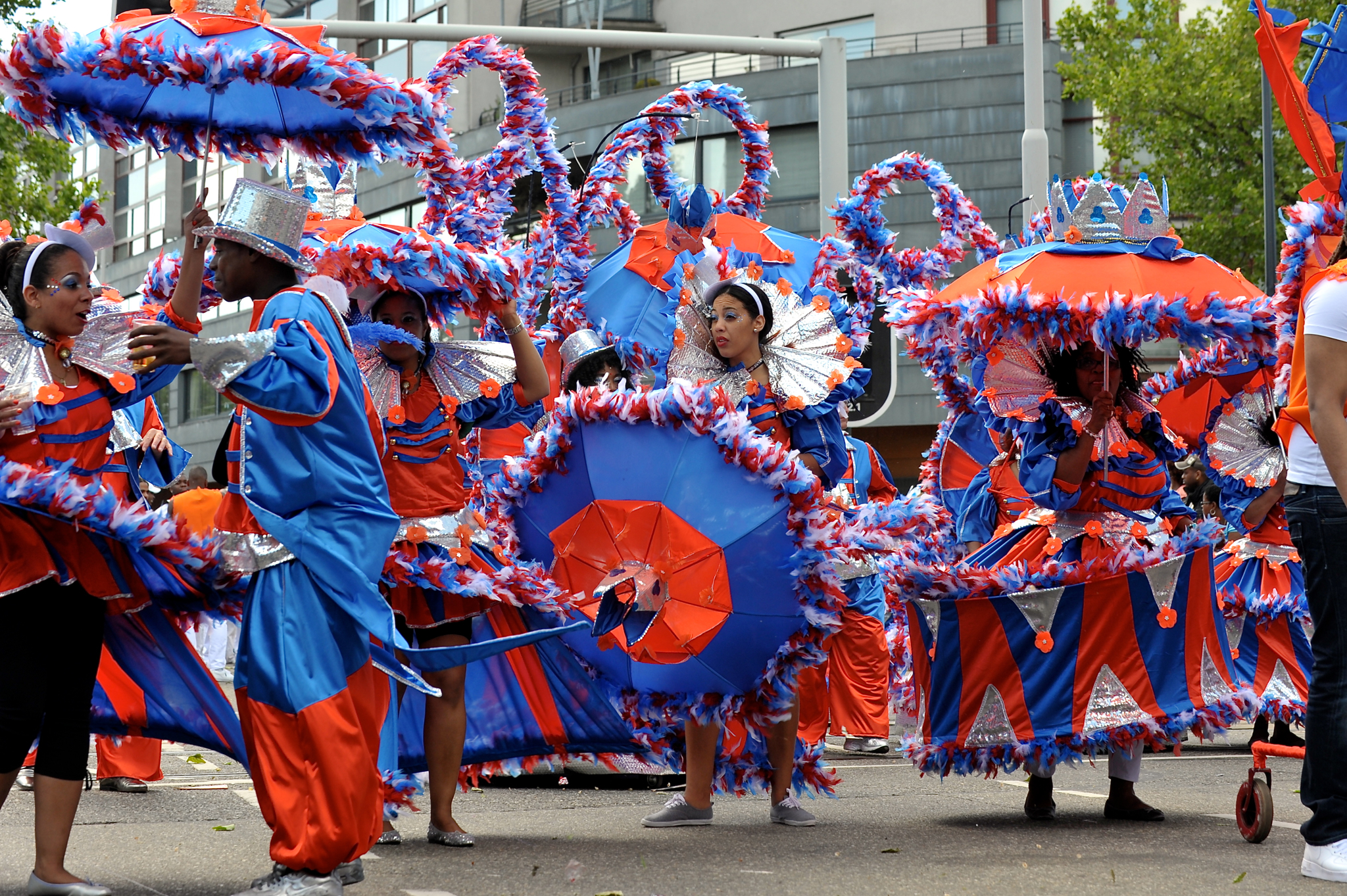
Letni karnawał w 2013 roku
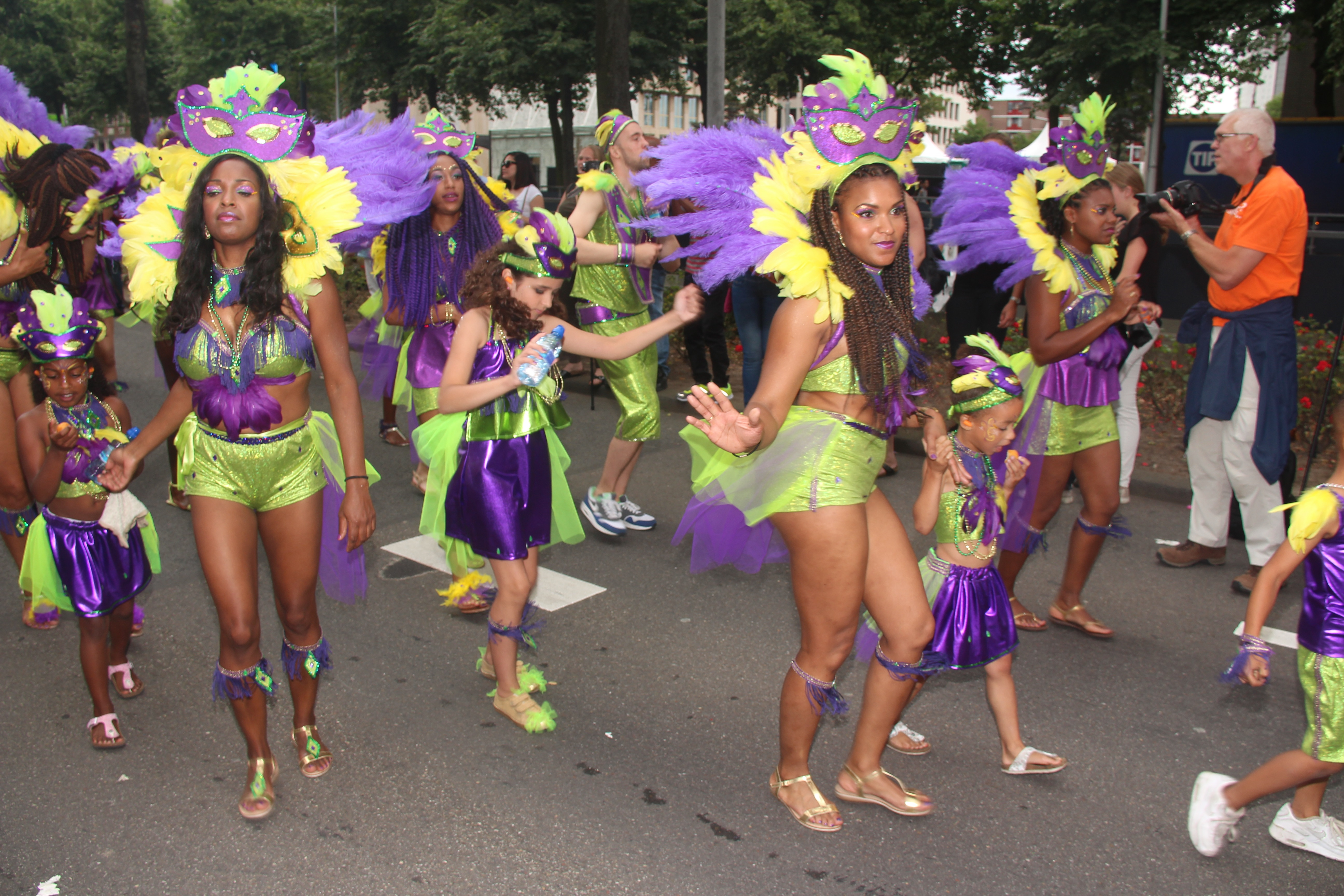
Letni karnawał w 2016 roku
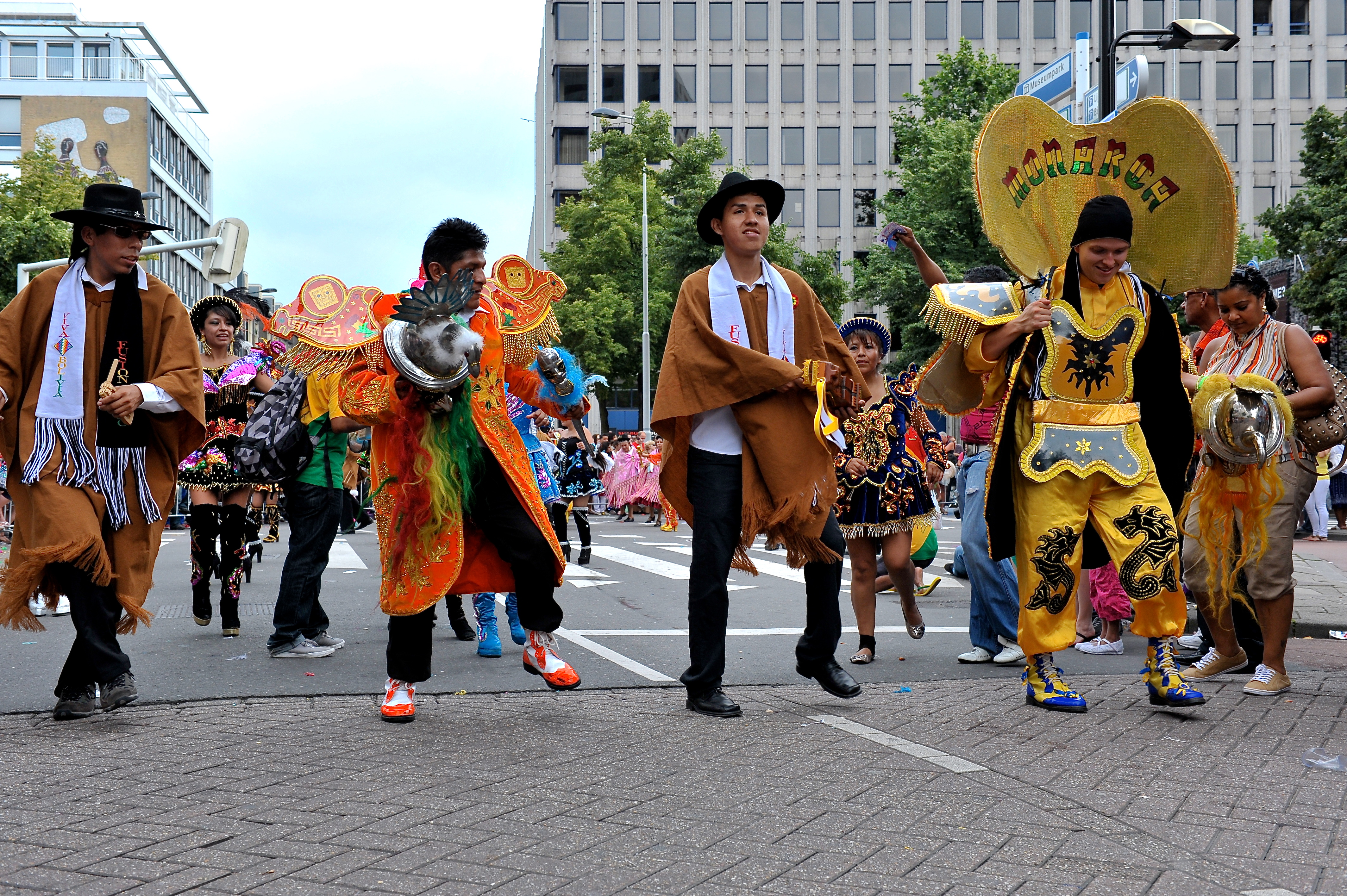
Letni karnawał w 2012 roku
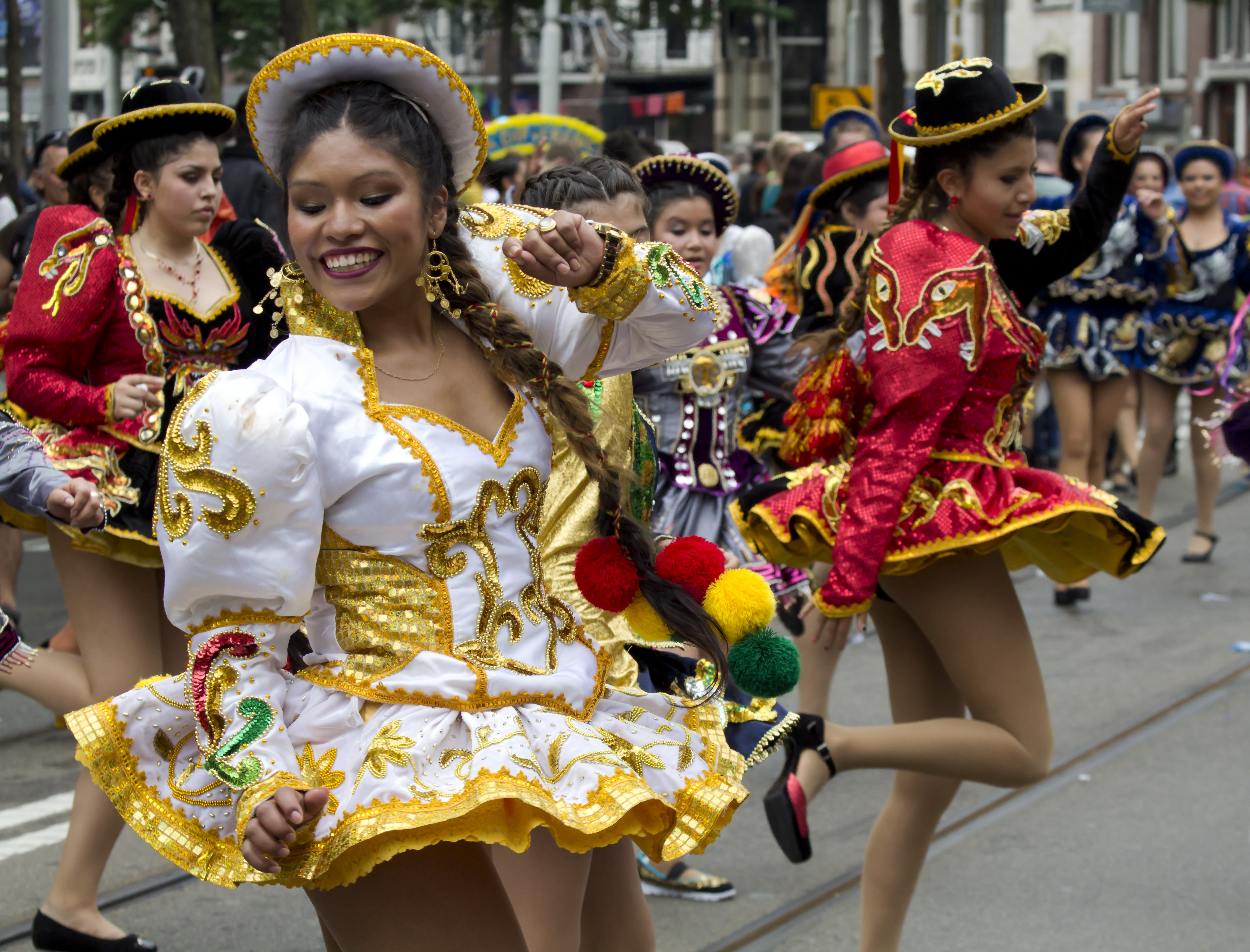
Letni karnawał w 2016 roku
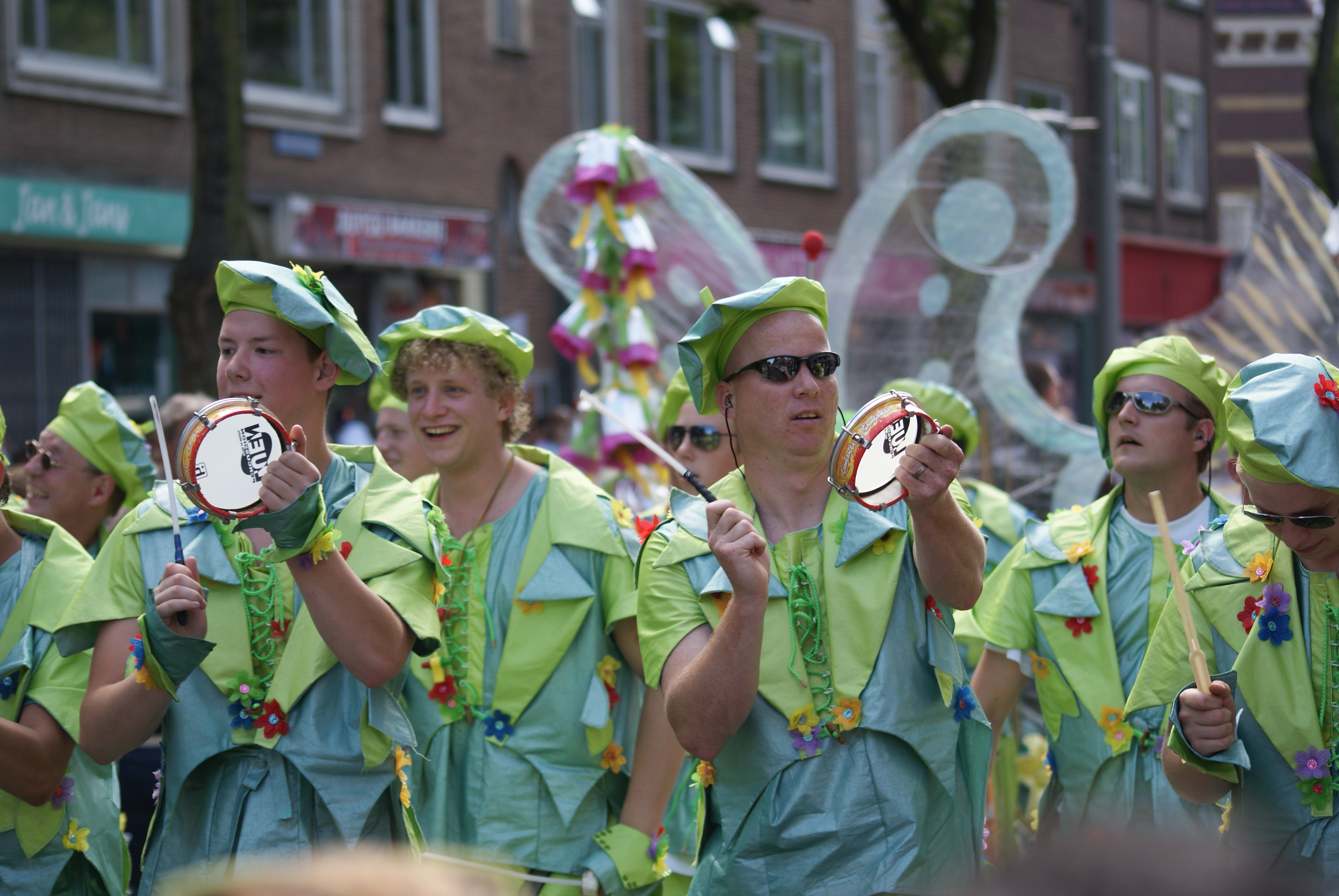
Letni karnawał w 2009 roku
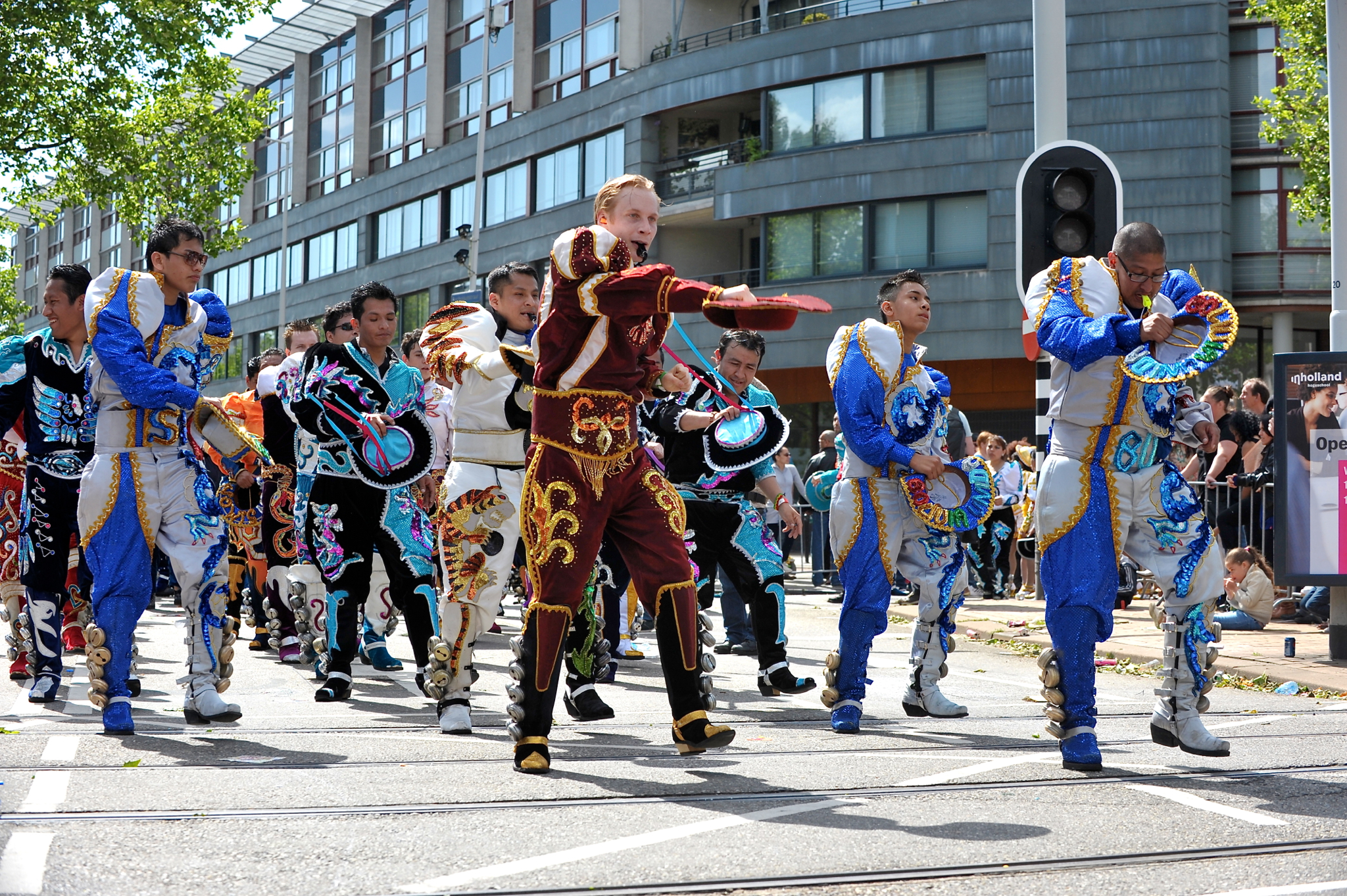
Letni karnawał w 2013 roku
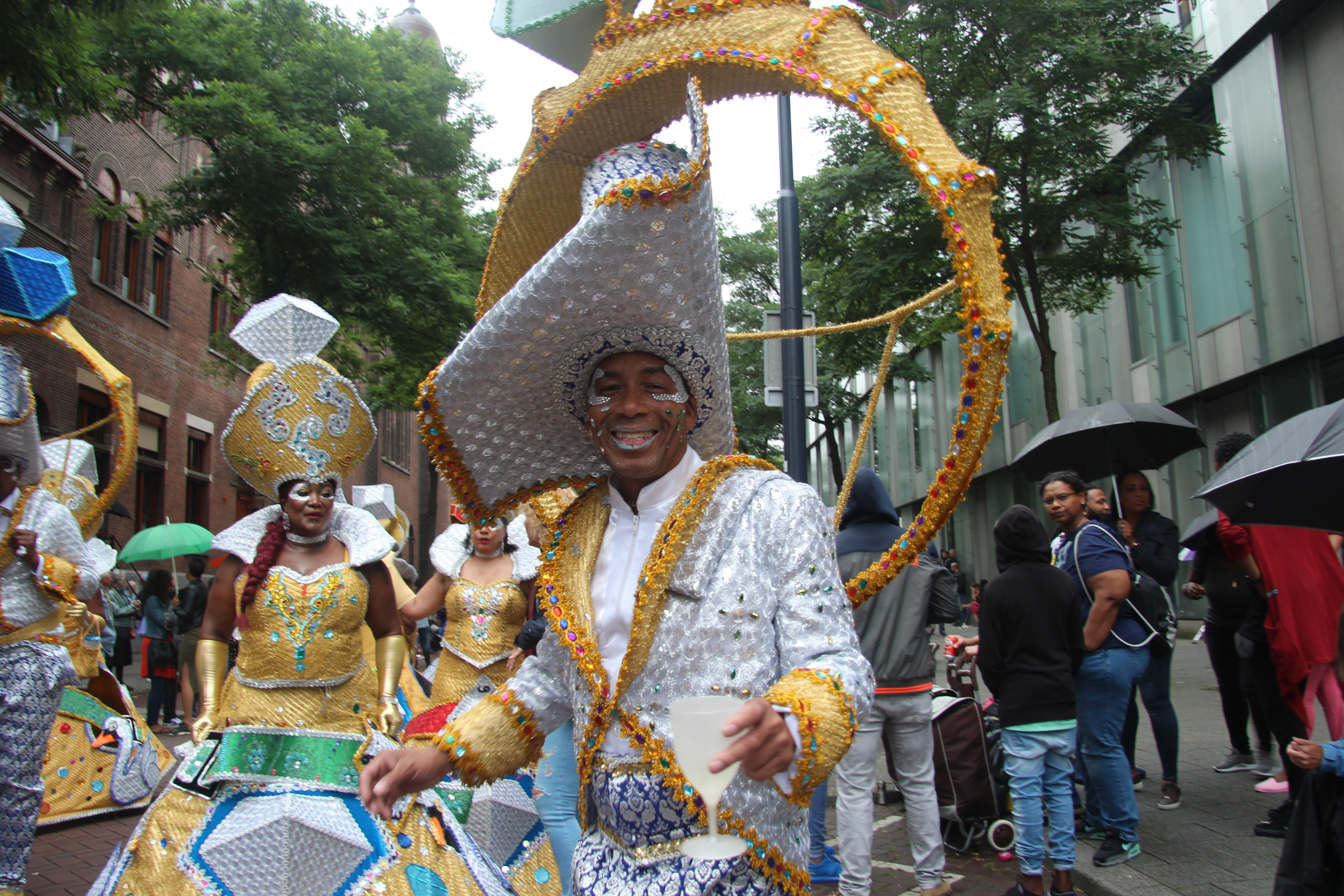
Letni karnawał w 2017 roku
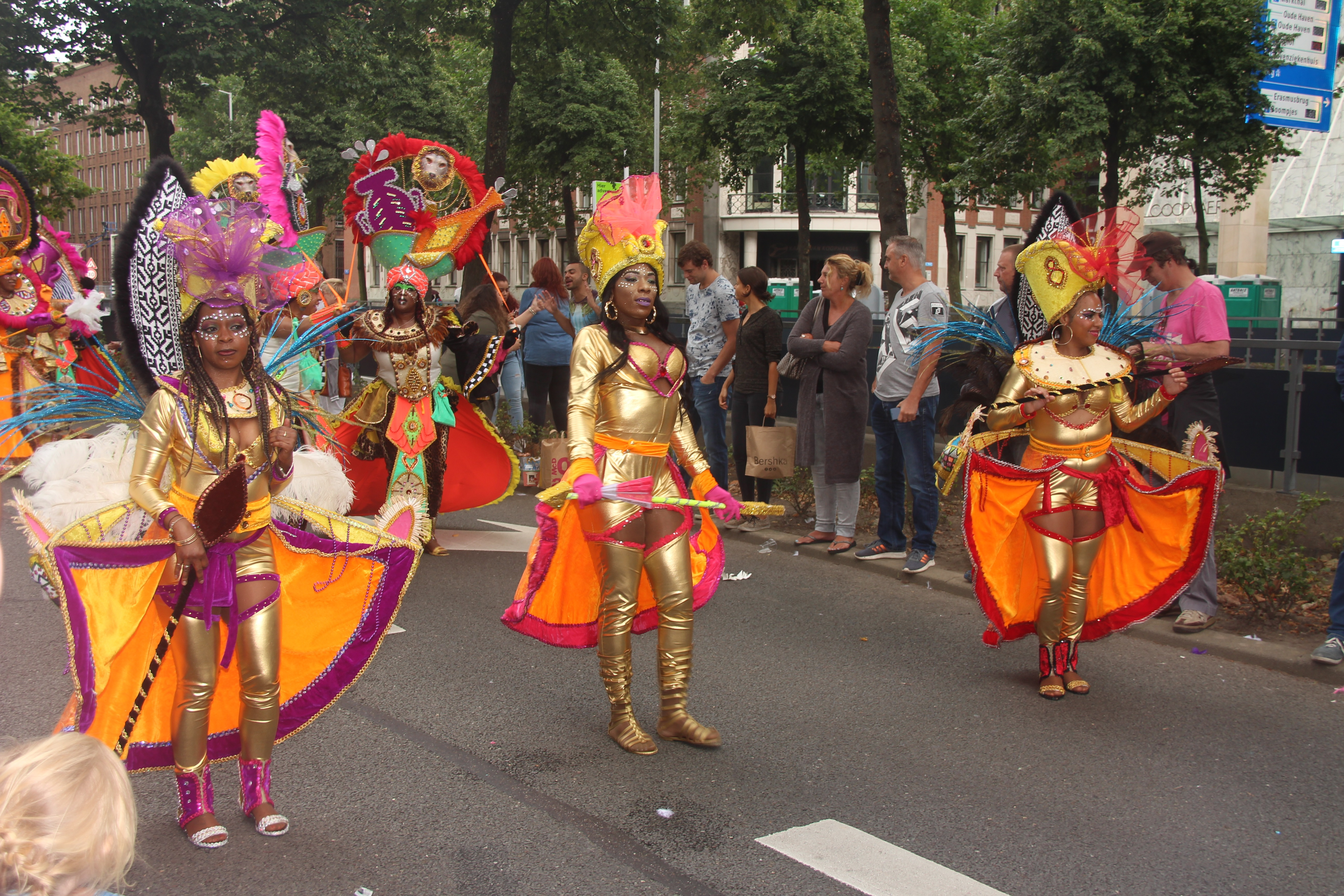
Letni karnawał w 2016 roku